# Gastrodiscidae
Famille
Les Gastrodiscidae forment une famille de trématodes de l'ordre des Plagiorchiida. 

## Liste des genres
Cette famille comprend les genres suivants[réf. nécessaire] :
- Choerocotyle Baer, 1959
- Gastrodiscoides Leiper, 1913
- Gastrodiscus Leuckart in Cobbold, 1877
- Hawkesius Stiles & Goldberger, 1910
- Homalogaster Poirier, 1883
- Macropotrema Blair, Beveridge & Speare, 1979
- Pseudodiscus Sonsino, 1895
- Watsonius Stiles & Goldberger, 1910